# Hypochlora alba
Hypochlora alba är en insektsart som först beskrevs av Dodge, G.M. 1876.  Hypochlora alba ingår i släktet Hypochlora och familjen gräshoppor. Inga underarter finns listade i Catalogue of Life.